# Prostitución en Irak
La prostitución en Irak es ilegal. El Código Penal del país árabe prohíbe dicha actividad, y tanto el proxeneta como la prostituta y el cliente pueden ser castigados con penas que pueden llegar a la cadena perpetua.

## Víctimas de la guerra
Muchas mujeres que huyen de la guerra de Irak se han visto obligadas a prostituirse. Algunas fuentes afirman que hasta 50 000 mujeres iraquíes refugiadas en Siria, muchas de ellas viudas o huérfanas, han sido obligadas a realizar dicha actividad. Algunas fuentes afirman que las mujeres son explotadas por los estados árabes del Golfo Pérsico. Tras la invasión estadounidense de Irak en 2003, las empresas contratistas privadas utilizaron prostitutas extranjeras introducidas clandestinamente en las bases y en la Zona Verde como soborno para otros contratos.

## Región del Kurdistán
Según informes, la región del Kurdistán ha recibido "mujeres y niños traficados desde el resto de Irak para la prostitución". Bandas de delincuentes han prostituido a niñas de fuera de la región en zonas como Erbil, Duhok y Solimania. Algunas organizaciones denunciaron que miembros de la Asayish del Kurdistán facilitaron la prostitución en campos de refugiados sirios. Se vendió a mujeres iraquíes para contraer "matrimonios temporales" y se obligó a niñas sirias de campos de refugiados para estas mismas acciones en su contra, denunciándose que las autoridades kurdas hicieron caso omiso de estos casos.

## Situación y denuncia mediática
Soran Mama Hama, reportero de la revista Livin Magazine, escribió un artículo titulado "Prostitutas invaden Kirkuk", publicado el 15 de junio de 2008. Hama afirmó que tenía los nombres de brigadieres de policía, muchos tenientes, coroneles y muchos agentes de policía y de seguridad implicados y encubridores de una red de prostitución en Kirkuk. La red contaba con 200 burdeles en la ciudad, cada uno con entre 2 y 6 prostitutas.
El Sindicato de Periodistas del Kurdistán (KJS) declaró que Mama Hama había recibido un mensaje amenazador de una persona no identificada el 15 de mayo. El 21 de julio, Hama murió tiroteado delante de su casa. En el teléfono móvil que utilizaba se descubrieron mensajes de un político de la Unión Patriótica del Kurdistán (PUK) que le había amenazado de muerte con anterioridad.

## Tráfico sexual
Irak es país de origen y destino de mujeres y niños víctimas de la trata con fines sexuales. El violento conflicto con el Estado Islámico exacerbó en los años 2010 la vulnerabilidad de la población a la trata, en particular de mujeres y niños. Los refugiados y desplazados internos se enfrentan a un mayor riesgo de trata debido a su vulnerabilidad económica y social y a la falta de seguridad y protección. Las ONG informaron de que las redes de trata de la región del Kurdistán tienen como objetivo a refugiados y desplazados internos, y operan con ayuda de funcionarios locales, incluidos jueces, oficiales de las fuerzas de la Asayish y agentes fronterizos. 
En 2015, miembros del Parlamento de la región del Kurdistán y ONG informaron de que algunos miembros de las fuerzas de la Asayish facilitaron la trata sexual de mujeres y niñas en campos de refugiados sirios, principalmente en el campo de refugiados de Domiz, así como fuera de estos. En 2016, las ONG informaron de que la Asayish no solo permitía a los hombres entrar en un campo para solicitar sexo comercial con niñas refugiadas, sino que los guardias también solicitaban sexo a las niñas refugiadas, incluso como salvoconducto para salir de dichos campos.
En 2015 se reportó que desplazados internos y algunas refugiadas sirias fueron obligados a prostituirse por una red de trata en hoteles y burdeles de Bagdad, Basora y otras ciudades del sur de Irak después de que agentes de la red les prometieran reasentarlos desde la región del Kurdistán.
Los informes siguen sugiriendo que algunos funcionarios iraquíes encargados de hacer cumplir la ley han frecuentado presuntamente burdeles conocidos por el tráfico sexual o han aceptado sobornos para permitir el tráfico sexual. Los medios de comunicación y otros observadores informaron en 2015 de que una red iraní de trata con fines sexuales regentaba burdeles en Erbil donde se explotaba a niñas iraníes con fines de comercio sexual; los medios de comunicación informaron de que un funcionario del Gobierno Regional del Kurdistán supuestamente pagó 3 000 dólares por una víctima iraní de trata con fines sexuales. 
Hubo informes anecdóticos, incluidos los de una televisión local de junio de 2016, sobre trata sexual infantil de niñas procedentes principalmente de Irán y Siria, así como algunas de la región del Kurdistán, en Solimania. Las ONG también informan de casos en los que niñas que han huido de sus familias por miedo a los crímenes de honor son explotadas en el comercio sexual por redes criminales.
Mujeres procedentes principalmente de Irán, China y Filipinas son obligadas a prostituirse en Irak.
La Oficina de Vigilancia y Lucha contra la Trata de Personas del Departamento de Estado de los Estados Unidos mantuvo la clasificación en 2023 para Irak como país de "nivel 2".